# مونانگاهلا (پنسیلوانیا)
مونانگاهلا (به انگلیسی: Monongahela) شهری در ایالت پنسیلوانیا کشور ایالات متحده آمریکا است که جمعیت آن در سرشماری سال ۲۰۱۰ میلادی، ۴٬۳۰۰ نفر بوده‌است.